# Comuni delle Fær Øer

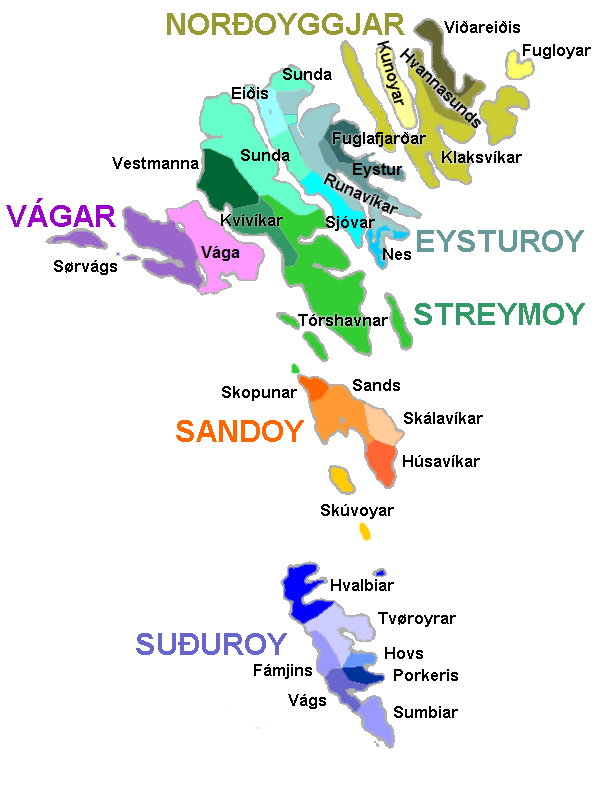
La mappa mostra la suddivisione amministrativa dell'arcipelago in regioni e comuni (aggiornata al 1º gennaio 2017).

Le Fær Øer sono suddivise dal punto di vista amministrativo in 29 comuni comprendenti circa 120 città e villaggi.
Dal 1977 a oggi il numero di comuni delle isole è sempre diminuito. La contrazione numerica è il risultato di un processo di transizione dalla suddivisione amministrativa di tipo parrocchiale elaborata nella prima metà del XX secolo e che aveva portato alla creazione di circa 50 comuni ad una suddivisione grossomodo coincidente con quella tradizionale su base regionale e circoscrizionale.
Questo processo, ancora in corso si svolge tramite l'accorpamento dei comuni e la decentralizzazione dei servizi pubblici, e ha subito un'accelerazione nel 1998 quando il governo definì un limite minimo per la popolazione di un comune pari a 2 000 abitanti che avrebbe comportato la soppressione di 14 comuni alla data del 1º gennaio 2005.
L'accorpamento dei comuni per l'adeguamento al nuovo criterio non è stato, tuttavia, né pianificato né imposto, ma lasciato alla "libera volontà" di aggregazione degli stessi. Questa scelta ha comportato una certa opposizione dei centri meno popolati al processo di riorganizzazione amministrativa e favorito la creazione di due distinti tipi di comuni: alcuni più grandi sorti attorno alle città principali che hanno svolto il ruolo di polo d'attrazione, altri più piccoli e meni popolati che rappresentano quelli che rifiutano l'accorpamento o si sono uniti ad altri comuni minori.
Questo sviluppo ha condotto i comuni più grandi (Tórshavn, Klaksvík, Runavík, Tvøroyri, Fuglafjørður e Vágur) a organizzarsi separatamente nella nuova Kommunusamskipan Føroya (Organizzazione comunale faroese, KFS), a differenza della originaria Føroya Kommunufelag (Organizzazione comunale delle Fær Øer, FKF) che raggruppa ancora tutti gli altri comuni.

## Quadro sinottico
I dati di popolazione, densità (calcolata) e superficie dei comuni attuali sono aggiornati al 1º gennaio 2017 (Faroe Islands in figures 2006, op. cit., pp 6–7 e 11); per le municipalità soppresse, sono aggiornati al 31 dicembre 2002 (stesso autore). I comuni di ogni regione sono ordinati in tabella per numero di abitanti.

### Comuni della regione di Norðoyar (o Norðoyggjar)
| Comune     | Popolazione | Densità (ab/km²) | Superficie (km²) | Città e villaggi                                                                        | Sede amministrativa | Isola                  |
| ---------- | ----------- | ---------------- | ---------------- | --------------------------------------------------------------------------------------- | ------------------- | ---------------------- |
| Klaksvík   | 5.051       | 44               | 116.4            | Ánir, Árnafjørður, Klaksvík, Mikladalur, Norðoyri, Húsar, Syðradalur, Svínoy, Trøllanes | Klaksvík            | Borðoy, Kalsoye Svínoy |
| Hvannasund | 441         | 13               | 33               | Depil, Hvannasund, Múli, Norðdepil, Norðtoftir                                          | Hvannasund          | Viðoy e Borðoy         |
| Viðareiði  | 339         | 11               | 30               | Viðareiði                                                                               | Viðareiði           | Viðoy                  |
| Kunoy      | 157         | 4                | 35.5             | Haraldssund, Kunoy                                                                      | Kunoy               | Kunoy                  |
| Fugloy     | 44          | 4                | 11               | Hattarvík, Kirkja                                                                       | Hattarvík           | Fugloy                 |

- Comuni soppressi

| Comune     | Popolazione | Densità (ab/km²) | Superficie (km²) | Isola  | Unita a  | In data          |
| ---------- | ----------- | ---------------- | ---------------- | ------ | -------- | ---------------- |
| Húsar      | 60          | 4                | 16               | Kalsoy | Klaksvík | 1º gennaio 2017  |
| Mikladalur | 79          | 6                | 14               | Kalsoy | Klaksvík | 31 dicembre 2004 |
| Svínoy     | 55          | 2                | 27               | Svínoy | Klaksvík | 1º gennaio 2009  |

### Comuni della regione di Eysturoy
- Eysturoy settentrionale

| Comune       | Popolazione | Densità (ab/km²) | Superficie (km²) | Città e villaggi                                                                                                  | Sede amministrativa | Isola              |
| ------------ | ----------- | ---------------- | ---------------- | --- | ------------------- | ------------------ |
| Fuglafjørður | 1.584       | 70               | 23               | Fuglafjørður, Hellur                                                                                              | Fuglafjørður        | Eysturoy           |
| Sunda        | 1.564       | 10               | 158              | Gjógv, Haldarsvík, Hósvík, Hvalvík, Langasandur, Nesvík, Norðskáli, Oyrabakki, Oyri, Saksun, Streymnes, Tjørnuvík | Oyrarbakki          | Eysturoy, Streymoy |
| Eiði         | 705         | 19               | 37               | Eiði, Ljósá, Svínáir                                                                                              | Eiði                | Eysturoy           |

- Eysturoy meridionale

| Comune  | Popolazione | Densità (ab/km²) | Superficie (km²) | Città e villaggi | Sede amministrativa | Isola              |
| ------- | ----------- | ---------------- | ---------------- | --- | ------------------- | ------------------ |
| Eystur  | 1.939       | 46               | 42               | Gøtugjógv, Leirvík, Norðragøta, Syðrugøta e Undir Gøtueiði.                                                                                    | Norðragøta          | Eysturoy           |
| Runavík | 3.753       | 39               | 99,9             | Elduvík, Funningsfjørður, Glyvrar, Lambareiði, Lambi, Oyndarfjørður, Rituvík, Runavík, Saltangará, Skálabotnur, Skáli, Skipanes, Søldarfjørður | Runavík             | Eysturoy Funningur |
| Nes     | 1.238       | 88               | 14               | Nes, Saltnes, Toftir | Toftir              | Eysturoy           |
| Sjóvar  | 1.027       | 31               | 33               | Innan Glyvur, Kolbanargjógv, Morskranes, Selatrað, Strendur                                                                                    | Strendur            | Eysturoy           |

- Comuni soppressi

| Comune          | Popolazione | Densità (ab/km²) | Superficie (km²) | Isola     | Unita a                        | In data                                    |
| --------------- | ----------- | ---------------- | ---------------- | --------- | ------------------------------ | ------------------------------------------ |
| Gøtu            | 1.065       | 34               | 31               | Eysturoy  | Leirvík nel comune di Eystur   | 1º gennaio 2009                            |
| Leirvík         | 863         | 78               | 11               | Eysturoy  | Gøtu nel comune di Eystur      | 1º gennaio 2009                            |
| Funningur       | 83          | 5                | 18               | Funningur | Runavík                        | 1º gennaio 2009                            |
| Skáli           | 693         | 29               | 24               | Eysturoy  | Runavík                        | 31 dicembre 2004                           |
| Oyndarfjørður   | 181         | 15               | 12               | Eysturoy  | Runavík                        | 31 dicembre 2004                           |
| Elduvík         | 91          | 5                | 17               | Eysturoy  | Runavík                        | 31 dicembre 2004                           |
| Gjógv           | 53          | 3                | 19               | Eysturoy  | Sunda                          | 31 dicembre 2004                           |
| Funnings sóknar |             |                  |                  | Eysturoy  | suddiviso in Gjógv e Funningur | 1º luglio 1948 (era stato creato nel 1906) |

### Comuni della regione di Streymoy
| Comune    | Popolazione | Densità (ab/km²) | Superficie (km²) | Città e villaggi | Sede amministrativa | Isola                            |
| --------- | ----------- | ---------------- | ---------------- | --- | ------------------- | -------------------------------- |
| Tórshavn  | 19.330      | 112              | 173              | Argir, Hestur, Hoyvík, Hvítanes, Kaldbak, Kaldbaksbotnur, Kirkjubøur, Kollafjørður, Koltur, Mjørkadalur, Nólsoy (Nólsoy), Norðradalur, Sund, Syðradalur (Streymoy), Tórshavn, Velbastaður | Tórshavn            | Streymoy, Hestur, Koltur, Nólsoy |
| Vestmanna | 1.234       | 24               | 52               | Vestmanna | Vestmanna           | Streymoy                         |
| Kvívík    | 615         | 13               | 49               | Kvívík, Leynar, Skælingur, Stykkið, Válur | Kvívík              | Streymoy                         |

- Comuni soppressi

| Comune     | Popolazione | Densità (ab/km²) | Superficie (km²) | Isola    | Unita a  | In data          |
| ---------- | ----------- | ---------------- | ---------------- | -------- | -------- | ---------------- |
| Hvalvík    | 370         | 10               | 37               | Streymoy | Sunda    | 31 dicembre 2004 |
| Hósvík     | 281         | 22               | 13               | Streymoy | Sunda    | 31 dicembre 2004 |
| Haldarsvík | 271         | 7                | 39               | Streymoy | Sunda    | 31 dicembre 2004 |
| Nólsoy     | 268         | 26               | 10               | Nólsoy   | Tórshavn | 31 dicembre 2004 |
| Kirkjubøur | 226         | 6                | 38               | Streymoy | Tórshavn | 31 dicembre 2004 |
| Hestur     | 45          | 5                | 8                | Hestur   | Tórshavn | 31 dicembre 2004 |
| Saksun     | 34          | 1                | 31               | Streymoy | Sunda    | 31 dicembre 2004 |
| Argja      |             |                  |                  | Streymoy | Tórshavn | 31 dicembre 1996 |
| Kaldbaks   |             |                  |                  | Streymoy | Tórshavn | 31 dicembre 1976 |

### Comuni della regione di Vágar
| Comune   | Popolazione | Densità (ab/km²) | Superficie (km²) | Città e villaggi                   | Sede amministrativa | Isola          |
| -------- | ----------- | ---------------- | ---------------- | ---------------------------------- | ------------------- | -------------- |
| Sørvágur | 1.066       | 13               | 84               | Bøur, Gásadalur, Mykines, Sørvágur | Sørvágur            | Vágar, Mykines |
| Vágar    | 1.897       | 18               | 102,8            | Miðvágur, Vatnsoyrar e Sandavágur  | Sandavágur          | Vágar          |

- Comuni soppressi

| Comune     | Popolazione | Densità (ab/km²) | Superficie (km²) | Isola   | Unita a                        | In data          |
| ---------- | ----------- | ---------------- | ---------------- | ------- | ------------------------------ | ---------------- |
| Bíggjar    | 79          | 2                | 34               | Vágar   | Sørvágur                       | 31 dicembre 2004 |
| Miðvágur   | 1.101       | 23               | 47               | Vágar   | Sandavágur nel comune di Vágar | 1º gennaio 2009  |
| Mykines    | 21          | 2                | 10               | Mykines | Sørvágur                       | 31 dicembre 2004 |
| Sandavágur | 768         | 14               | 56               | Vágar   | Miðvágur nel comune di Vágar   | 1º gennaio 2009  |

### Comuni della regione di Sandoy
| Comune   | Popolazione | Densità (ab/km²) | Superficie (km²) | Città e villaggi            | Sede amministrativa | Isola               |
| -------- | ----------- | ---------------- | ---------------- | --------------------------- | ------------------- | ------------------- |
| Sandur   | 586         | 12               | 48               | Sandur                      | Sandur              | Sandoy              |
| Skopun   | 507         | 56               | 9                | Skopun                      | Skopun              | Sandoy              |
| Skálavík | 183         | 6                | 29               | Skálavík                    | Skálavík            | Sandoy              |
| Húsavík  | 131         | 5                | 26               | Dalur, Húsavík, Skarvanes   | Húsavík             | Sandoy              |
| Skúvoy   | 57          | 4                | 10               | Skúvoy, Stóra Dímun (Dímun) | Skúvoy              | Skúvoy, Stóra Dímun |

### Comuni della regione di Suðuroy
| Comune   | Popolazione | Densità (ab/km²) | Superficie (km²) | Città e villaggi                                    | Sede amministrativa | Isola                |
| -------- | ----------- | ---------------- | ---------------- | --------------------------------------------------- | ------------------- | -------------------- |
| Tvøroyri | 1.819       | 42               | 43               | Froðba, Øravík, Øravíkarlíð, Trongisvágur, Tvøroyri | Tvøroyri            | Suðuroy              |
| Vágur    | 1.402       | 67               | 21               | Vágur                                               | Vágur               | Suðuroy              |
| Hvalba   | 765         | 19               | 40               | Hvalba, Sandvík                                     | Hvalba              | Suðuroy, Lítla Dímun |
| Sumba    | 383         | 15               | 25               | Akrar, Lopra, Sumba, Víkarbyrgi                     | Sumba               | Suðuroy              |
| Porkeri  | 333         | 24               | 14               | Porkeri                                             | Porkeri             | Suðuroy              |
| Hov      | 125         | 12               | 10               | Hov                                                 | Hov                 | Suðuroy              |
| Fámjin   | 113         | 9                | 13               | Fámjin                                              | Fámjin              | Suðuroy              |